# Rod Macqueen
Rod Macqueen (Sydney, 31 dicembre 1949) è un ex rugbista a 15, canottiere, allenatore di rugby a 15, dirigente sportivo e imprenditore australiano, tecnico degli Wallabies campioni del mondo nel 1999.

## Biografia
In gioventù rugbista e canottiere, militò a livello di club nel Warringah per cui disputò 173 incontri; scese inoltre in campo per la formazione cadetta del Nuovo Galles del Sud; da canottiere rappresentò il Nuovo Galles del Sud in tre occasioni ufficiali.
Nel 1991 iniziò la carriera da allenatore di alto livello: dapprima alla selezione del Nuovo Galles del Sud che concluse imbattuta la stagione; successivamente, a più riprese tra il 1992 e il 1995 fu osservatore per la Nazionale australiana e, nel 1996, partecipò da allenatore-capo allo startup della franchise dei Brumbies nel neonato campionato professionistico del Super Rugby.
Nel 1997 divenne allenatore degli Wallabies; nei quattro anni in cui guidò la Nazionale la condusse alla vittoria nella Coppa del Mondo di rugby 1999 e in due tornei consecutivi del Tri Nations, nel 2000 e 2001, a tutto il 2010 le uniche due edizioni vinte dagli australiani, nonché la vittoria nella serie contro i British Lions in tour.
Nel 2001 si ritirò dall'attività tecnica per dedicarsi alla sua impresa di design industriale, Advantage Line, e nel 2003 gli fu riconosciuta l'onorificenza dell'Ordine dell'Australia per i servizi resi al rugby nazionale.
Nel gennaio 2010, quando il board del Super Rugby decise l'allargamento del torneo a quindici squadre e fu deciso che la nuova franchise da ammettere erano i Melbourne Rebels, tale club contattò Macqueen per offrirgli il posto di allenatore capo e direttore del rugby, incarico che Macqueen accettò.
Nonostante la durata triennale dell'accordo, Macqueen ha rassegnato le dimissioni dopo il Super 15 2011 ed è entrato contestualmente nel consiglio direttivo dello stesso club.

## Palmarès

### Allenatore
- Coppe del mondo: 1
Australia: 1999